# Обедина, Ирина Александровна
Ири́на Алекса́ндровна Обе́дина (род. 1 июля 1985, Кемерово) — российская легкоатлетка, специалистка по барьерному бегу. Выступала за сборную России по лёгкой атлетике в 2000-х годах, обладательница серебряных медалей юниорского и молодёжного чемпионатов Европы, призёрка первенств национального значения, участница летних Олимпийских игр в Пекине. Представляла Московскую и Кемеровскую области. Мастер спорта России международного класса.

## Биография
Ирина Обедина родилась 1 июля 1985 года в городе Кемерово.
Занималась лёгкой атлетикой под руководством тренеров В. Свинцовой, С. В. Носова, Б. А. Горбаня. Выступала за российскую армию и Министерство образования.
Впервые заявила о себе на международном уровне в сезоне 2003 года, когда вошла в состав российской национальной сборной и побывала на юниорском европейском первенстве в Тампере, откуда привезла награду серебряного достоинства, выигранную в беге на 400 метров с барьерами — уступила здесь только соотечественнице Екатерине Костецкой.
В 2004 году участвовала в юниорском мировом первенстве в Гроссето — в беге на 400 метров с барьерами заняла седьмое место, тогда как в эстафете 4 × 400 метров стала серебряной призёркой (бежала исключительно на предварительном квалификационном этапе).
В 2006 году на чемпионате России в Туле была третьей в беге на 400 метров с барьерами.
В 2007 году в той же дисциплине завоевала серебряную медаль на молодёжном европейском первенстве в Дебрецене.
На чемпионате России 2008 года в Казани с личным рекордом 54,86 финишировала второй позади Екатерины Бикерт. По итогам чемпионата удостоилась права защищать честь страны на летних Олимпийских играх в Пекине — в программе барьерного бега на 400 метров сумела дойти до стадии полуфиналов.
После пекинской Олимпиады ещё в течение двух лет оставалась действующей спортсменкой и продолжала принимать участие в различных всероссийских соревнованиях. Завершила спортивную карьеру по окончании сезона 2010 года.
За выдающиеся спортивные результаты удостоена почётного звания «Мастер спорта России международного класса».
Окончила Кемеровский филиал Российского экономического университета имени Г. В. Плеханова. Впоследствии работала фитнес-тренером в Кемерове.